# 시무르그
시무르그(/sɪˈmɜːrɡ/ ; سیمرغ)는 고대 이란의 신화에 등장하는 상상의 동물이다. 어원적으로는 Saena(天, 地, 水의 3요소)와 Murgo(大鳥)가 복합된 것으로 우주를 상징한다. 사산 조(朝) 시대의 은기(銀器)나 직물 등에는 개의 머리, 사자의 다리, 독수리의 날개와 몸, 공작의 꼬리 등으로 합성되어 있다. 워르카샤 호수의 사에나 나무에 살며, 모든 식물의 종자를 지상에 가져오고, 또한 어린이나 영웅을 수호한다고 하였다. 사산조 이후의 미술로 길상의 상징으로 왕후ㆍ귀족의 의복, 왕비의 왕관 등의 장식에 이용되었다. 이성을 지니고, 인간의 말을 이해하며, 루스탐(Rustam) 등 페르시아 용사의 수호신으로 표현되었다.

## 같이 보기
- 키마이라
- 봉황
- 불새 (슬라브 전설)
- 가루다
- 그리핀
- 라마수
- 난조 (새)
- 누에 (요괴)
- 페가수스
- 스핑크스
- 지즈